# 柯克哈尔
柯克哈尔（Kirkharle、Kirk Harle）是英格兰诺森伯兰郡的一个村庄，之前也曾是民政教区，但资格在1958年4月1日废除，1951年人口普查时当地居民共69人。它位于莫珀斯以西12英里（19），主要以万能布朗的出生地知名。